# Alain Johannes
Alain Johannes Mociulski (Santiago, Chile, 2 de mayo de 1962) es un músico multinstrumentalista, productor e ingeniero de sonido chileno-estadounidense, hijo del cantante Javier Astudillo Zapata (Danny Chilean) y Romy Mociulski von Remenyik (hermana de Peter Rock).
Es fundador de la banda Eleven junto a Natasha Shneider y Jack Irons. Además de su trabajo con Eleven, también ha colaborado con otras bandas y artistas como Chris Cornell, Flea, Hillel Slovak, Queens of the Stone Age, Eddie Vedder, Them Crooked Vultures, Mark Lanegan y The Desert Sessions, Arctic Monkeys, No Doubt, entre otras, tanto como músico y como productor.
También participó en los inicios de los Red Hot Chili Peppers (siendo incluso maestro de bajo de Flea), y siendo parte de Anthym (nombre que luego cambiaron a What Is This?), agrupación de la cual Flea también fue miembro ya que de hecho, estaban en estrecha relación con Red Hot Chili Peppers, tanto creativa como amistosamente en California. Su más reciente proyecto, Alain Johannes Trío, incluye a los hermanos chilenos Cote Foncea (Lucybell, De Kiruza y Dracma) y Felo Foncea (De Kiruza y Dracma) tocando en Cumbre del Rock Chileno 2018, Lollapalooza Chile 2018 y en Rock En Conce 2019 (REC 2019).

## Discografía
A lo largo de su carrera, Johannes ha trabajado con muchos artistas y bandas de diferentes géneros, tanto como músico, ingeniero de grabación y productor.
| Banda o artista         | Álbum                                                 | Año  | Créditos                                                                                                 |
| ----------------------- | ----------------------------------------------------- | ---- | --- |
| What Is This?           | Squeezed (EP)                                         | 1985 | Voz, guitarra                                                                                            |
| What Is This?           | What Is This?                                         | 1985 | Voz |
| What Is This?           | 3 Out of 5 Live                                       | 1985 | Voz |
| Thelonious Monster      | Baby, You're Bummin' My Life out in a Supreme Fashion | 1986 | Flauta, saxofón                                                                                          |
| Walk the Moon           | Walk the Moon                                         | 1987 | Voz, guitarra, saxofón, programación, percusión, e-bow                                                   |
| Eleven                  | Awake In A Dream                                      | 1991 | Guitarra                                                                                                 |
| Sun 60                  | Only                                                  | 1993 | Guitarra                                                                                                 |
| Melissa Ferrick         | Massive Blur                                          | 1993 | Guitarra                                                                                                 |
| Eleven                  | Eleven                                                | 1993 | Guitarra, voz                                                                                            |
| Eleven                  | Thunk                                                 | 1995 | Guitarra, percusión, cuerno musical, sitar                                                               |
| Jason Falkner           | Presents Author Unknown                               | 1996 | Guitarra                                                                                                 |
| Gouds Thumb             | Gouds Thumb                                           | 1996 | Guitarra                                                                                                 |
| Dalbello                | Whore                                                 | 1996 | Guitarra                                                                                                 |
| Chris Cornell           | Euphoria Morning                                      | 1999 | Guitarra, bajo, coros, theremin, mandolina, clarinete, tabla, producción, mezcla                         |
| Queens of the Stone Age | Rated R                                               | 2000 | Mezcla                                                                                                   |
| Eleven                  | Avantgardedog                                         | 2000 | Guitarra, voz, productor, ingeniero                                                                      |
| No Doubt                | Return of Saturn                                      | 2000 | Grabación                                                                                                |
| The Desert Sessions     | Volume 7 & 8                                          | 2001 | Guitarra, fiddle, armonio, saxofón, voz, clavinet, udu, mezcla                                           |
| Live                    | V                                                     | 2001 | Sitar, producción                                                                                        |
| No Doubt                | Rock Steady                                           | 2002 | Ingeniero adicional                                                                                      |
| Queens of the Stone Age | Songs for the Deaf                                    | 2002 | Órgano, piano, guitarra, theremin, guitarra lap steel                                                    |
| UNKLE                   | Never, Never, Land                                    | 2003 | Remezcla                                                                                                 |
| Matt Costa              | Matt Costa EP                                         | 2003 | Masterización                                                                                            |
| The Desert Sessions     | Volume 9 & 10                                         | 2003 | Guitarra, bajo, flauta, voz, mandolina, e-bow, teclados                                                  |
| Mondo Generator         | A Drug Problem That Never Existed                     | 2003 | Ingeniero, mezcla, masterización                                                                         |
| Eleven                  | Howling Book                                          | 2003 | Guitarra                                                                                                 |
| Mark Lanegan Band       | Bubblegum                                             | 2004 | Guitarra, bajo, batería, órgano, teclados, voz, mezcla, producción                                       |
| Sugarcult               | Palm Trees and Power Lines                            | 2004 | Guitarra adicional                                                                                       |
| Jack Irons              | Attention Dimension                                   | 2004 | Banjo, flauta, guitarra, saxofón, voz, sarod, ingeniero, mezcla, marxophone, santoor                     |
| Masters of Reality      | Give Us Barabbas                                      | 2004 | Edición                                                                                                  |
| Eagles of Death Metal   | Peace Love Death Metal                                | 2004 | Piano, voz, ingeniero, masterización, mezcla                                                             |
| Queens of the Stone Age | Lullabies to Paralyze                                 | 2005 | Bajo, guitarra, flauta, marxophone                                                                       |
| Queens of the Stone Age | Over the Years and Through the Woods                  | 2005 | Bajo, guitarra, coros                                                                                    |
| Millonaire              | Paradisiac                                            | 2005 | Mezcla, grabación                                                                                        |
| Eagles of Death Metal   | Death by Sexy                                         | 2006 | Mezcla                                                                                                   |
| Wires on Fire           | Wires on Fire                                         | 2006 | Saxofón, mezcla, masterización, ingeniero                                                                |
| Queens of the Stone Age | Era Vulgaris                                          | 2007 | Bajo, guitarra, viola de arco, marxophone, mezcla                                                        |
| Silverchair             | Young Modern                                          | 2007 | Guitarra slider                                                                                          |
| Hilary Duff             | Dignity                                               | 2007 | Mezcla                                                                                                   |
| Puscifer                | V is for Vagina                                       | 2007 | Guitarra                                                                                                 |
| Spinnerette             | Ghetto Love EP                                        | 2008 | Bajo |
| Eagles of Death Metal   | Heart On                                              | 2008 | Cuerno musical, ingeniero                                                                                |
| The Gutter Twins        | Saturnalia                                            | 2008 | Grabación                                                                                                |
| Kelly Clarkson          | All I Ever Wanted                                     | 2009 | Guitarra                                                                                                 |
| Nosfell                 | Nosfell album                                         | 2009 | Producción, mezcla, guitarra, marxophone, bajo, cigfiddle                                                |
| Spinnerette             | Spinnerette                                           | 2009 | Guitarra                                                                                                 |
| Arctic Monkeys          | Humbug                                                | 2009 | Ingeniero                                                                                                |
| Them Crooked Vultures   | Dead end friends, Reptiles, Interlude with Ludes      | 2009 | Grabación                                                                                                |
| Alain Johannes          | Spark                                                 | 2010 | Grabación, producción, mezclado, guitarras, voz, bajo.                                                   |
| Manna                   | Shackles                                              | 2011 | Productor                                                                                                |
| Mark Lanegan            | Blues Funeral                                         | 2012 | Productor, ingeniero, mezcla, guitarra, bajo, teclados, percusión, coros.                                |
| Sound City              | Sound City: Real to Reel (banda sonora)               | 2013 | Bajo, voz en "Your Wife is Calling", guitarra en "Centipede", voz y guitarra en "A Trick With No Sleeve" |
| Loading Data            | Double Disco Animal Style                             | 2013 | Productor, coros, batería, teclados, bajo, guitarra                                                      |
| Jimmy Eat World         | Damage                                                | 2013 | Productor                                                                                                |
| Brody Dalle             | Diploid Love                                          | 2014 | Coproductor, guitarra, bajo, piano, trompeta, mellotron, guitarra slider                                 |
| Alain Johannes          | Fragments & Wholes, Vol. 1                            | 2014 | Grabación, producción, mezcla, guitarra, voz, bajo                                                       |
| Ten Commandos           | Ten Commandos                                         |      | |
| K's Choice              | The Phantom Cowboy                                    | 2015 | Productor                                                                                                |
| Kazuya Yoshii           | "Chōzetsu Dynamic!"                                   | 2015 | Guitarra                                                                                                 |
| Edith Crash             | "Partir"                                              | 2015 | Productor                                                                                                |
| PJ Harvey               | The Hope Six Demolition Project                       | 2016 | Guitarra, aplausos, teclados, percusión, saxofón, voces de fondo                                         |
| Edith Crash             | "Partir"                                              | 2016 | Productor                                                                                                |
| Lost Satellite          | Either Way                                            | 2021 | Productor                                                                                                |

## Documental
El documental sobre su vida titulado "Unfinished Plan: El camino de Alain Johannes" o "Unfinished Plan: The Path of Alain Johannes" del director chileno Rodolfo "Fito" Gárate, fue estrenado en televisión abierta por La Red, el domingo 25 de marzo de 2018 a las 22:00 horas.

## Curiosidades
- Johannes es el hijo del cantante chileno Danny Chilean y sobrino del cantante chileno-austriaco Peter Rock.

- Johannes fue quien le enseñó a tocar el bajo a Flea de los Red Hot Chili Peppers con un bajo que le prestó su tío Peter Rock.[4]

- Musicalizó y produjo “Euphoria Morning”, el álbum debut de Chris Cornell como solista.

- Fue fundador de la banda Eleven junto a su fallecida esposa Natasha Shneider, donde también participaba Jack Irons, exmiembro de Red Hot Chili Peppers y Pearl Jam.